# Thierry Neuvic
Thierry Neuvic (Montreuil, 3 agosto 1970) è un attore francese.

## Biografia
Thierry Neuvic è nato il 3 agosto 1970 a Montreuil, nella Seine-Saint-Denis. Dopo il divorzio dei suoi genitori, è cresciuto con la madre nella periferia di Parigi. All'età di 18 anni ha raggiunto il padre nel sud della Francia dove si è iscritto a corsi di teatro. In seguito al consiglio di un insegnante, è tornato a Parigi per completare i suoi studi di recitazione presso i Cours Florent e la  École de la rue Blanche.
Al termine dei suoi studi, ha debuttato in vari spettacoli teatrali. Ha iniziato la sua carriera con piccoli ruoli in serie televisive a metà degli anni novanta. Nel 2001, un incidente in moto ha interrotto la sua ascesa, e dopo una lunga convalescenza è tornato in televisione con la serie Clara Sheller. Ha raggiunto il successo con la serie Mafiosa. Nel 2012 è stato membro della giuria del 17° International Film Festival of Young Directors di Saint-Jean-de-Luz.
Fra le sue tante interpretazioni vi sono Storie - Codice sconosciuto (2000), Troppo bella! (2006), il film franco-italiano Non ti voltare (2009) con Monica Bellucci, Hereafter (2010) di Clint Eastwood, la miniserie italiana Le cose che restano (2010), Sherlock Holmes - Gioco di ombre (2011), Il paradiso degli orchi (2013), L'affaire SK1 (2014), Les Francis (2014), Belle & Sebastien - L'avventura continua (2015), La nostra grande famiglia (2016), Solo uno sguardo (2017), Belle & Sebastien - Amici per sempre (2018) e la serie thriller Un'altra verità (2021).

## Vita privata
Thierry è stato fidanzato, fino al 2011, con l'attrice Hélène Fillières, con cui ha recitato nella serie Mafiosa e nel film Les papas du dimanche. Dal 2013 al 2016 ha avuto una relazione con la cantante Jenifer, conosciuta sul set del film Les Francis, e con la quale ha avuto un figlio, Joseph, nato il 13 agosto 2014.

## Filmografia

### Cinema
- Storie (Code Inconnu), regia di Michael Haneke (2000)
- Dio è grande, io no (Dieu est grand, je suis toute petite), regia di Pascale Bailly (2001)
- Tout pour plaire, regia di Cécile Telerman (2005)
- Troppo bella! (Comme t'y es belle!), regia di Lisa Azuelos (2006)
- Non dirlo a nessuno (Ne le dis à personne), regia di Guillaume Canet (2006)
- Stella, regia di Sylvie Verheyde (2008)
- Non ti voltare (Ne te retourne pas), regia di Marina de Van (2009)
- Oscar et la Dame rose, regia di Éric-Emmanuel Schmitt (2009)
- Un poison violent, regia di Katell Quillévéré (2010)
- Hereafter, regia di Clint Eastwood (2010)
- Derrière les murs, regia di Julien Lacombe e Pascal Sid (2011)
- Sherlock Holmes - Gioco di ombre (Sherlock Holmes: A Game of Shadows), regia di Guy Ritchie (2011)
- Les Papas du dimanche, regia di Louis Becker (2012)
- Il paradiso degli orchi (Au bonheur des ogres), regia di Nicolas Bary (2013)
- Les Francis, regia di Fabrice Begotti (2014)
- L'affaire SK1, regia di Frédéric Tellier (2014)
- Crépuscule des ombres, regia di Mohammed Lakhdar-Hamina (2014)
- Il tempo è denaro (Countdown), regia di Nicolas Herdt (2014)
- Tu es si jolie ce soir, regia di Jean-Pierre Mocky (2015)
- Antigang - Nell'ombra del crimine, regia di Benjamin Rocher (2015)
- Belle & Sebastien - L'avventura continua (Belle et Sébastien : l'aventure continue), regia di Christian Duguay (2015)
- La nostra grande famiglia (C'est quoi cette famille?!), regia di Gabriel Julien-Laferrière (2016)
- Belle & Sebastien - Amici per sempre (Belle et Sébastien 3, le dernier chapitre), regia di Clovis Cornillac (2018)
- C'est quoi cette mamie?!, regia di Gabriel Julien-Laferrière (2019)
- C'est quoi ce papy ?!, regia di Gabriel Julien-Laferrière (2021)
- Stella è innamorata (Stella est amoureuse), regia di Sylvie Verheyde (2022)

### Televisione
- Florence Larrieu: Le juge est une femme - serie TV, episodio 1×02 "Le secret de Marion" (1995)
- La femme dans la forêt - miniserie TV, 1 episodio (1996)
- Sud lointain - miniserie TV, 1 episodio (1997)
- Si je t'oublie Sarajevo - film TV (1997)
- Vertiges - serie TV, 1 episodio (1998)
- L'avventuriero delle Antille (Les insoumis) - film TV (1998)
- Louise et les marchés - miniserie TV (1998)
- Tel pére, telle flic - serie TV, 1 episodio (2001)
- Mausolée pour une garce - film TV (2001)
- Génération start-up - film TV (2002)
- Joséphine, ange gardien - serie TV, episodio 8×02 "Lacrime e sangue" (2004)
- Le miroir de l'eau - miniserie TV (2004)
- Clara et associés - serie TV (2004)
- Clara Sheller - serie TV (2005)
- Fargas - serie TV, 1 episodio (2005)
- Brasier - film TV (2005)
- La Bonne Copine - film TV (2005)
- Alice Nevers - Professione giudice (Alice Nevers: Le juge est une femme) - serie TV, episodio 4×03 "Il soldato di fuoco" (2006)
- Alerte à Paris! - film TV (2006)
- Mafiosa - serie TV, 25 episodi (2006-2012)
- Petits Secrets et Gros Mensonges - film TV (2006)
- La Promeneuse d'oiseaux - film TV (2007)
- La Légende des trois clefs - miniserie TV (2007)
- Autopsy - film TV (2007)
- Un admirateur secret - film TV (2008)
- L'Évasion - film TV (2009)
- Le cose che restano, regia di Gianluca Maria Tavarelli - serie TV (2010)
- L'Amour vache - film TV (2010)
- L'Amour encore plus vache - film TV (2011)
- Tout le monde descend! - film TV (2011)
- Ni vu, ni connu - film TV (2011)
- Silences d'État - film TV (2013)
- Ligne de mire - film TV (2014)
- Solo uno sguardo (Juste un regard) - serie TV (2017)
- Illégitime - film TV (2018)
- Piégés - miniserie TV (2018)
- La Malédiction de Provins - film TV (2019)
- Coup de foudre à Saint-Pétersbourg - film TV (2019)
- Une belle histoire - serie TV (2020)
- Un'altra verità (J'ai menti) - miniserie TV (2021)
- Sam - serie TV, stagione 6, 7 e 8 (2022 - 2025)
- La Maison d'en face - serie TV (2022)
- Le mystère Daval - film TV (2022)
- L'Impasse - film TV (2022)
- Le remplacant - serie TV, seconda stagione (2022)
- Infiltré(e) - miniserie TV (2023)
- La Recrue - miniserie TV (2024)
- Made in France - serie TV (2025)
- Vendetta - serie TV (2025)

### Cortometraggi
- Love is dead, regia di Éric Capitaine (2008)
- Domino(s), regia di Charles Poupot (2010)
- Ter-Ter, regia di Fabien Carrabin e David Lucchini (2011)
- L'Angle mort, regia di Florence Benoits (2011)
- Les enfants d'Abraham, regia di David Lucchini (2014)
- Il primo giorno (Premier Jour), regia di Yohann Charrin (2016)

## Teatro
- Baal di Bertolt Brecht, diretto da Jean-Pierre Garnier (1992)
- Lulu di Frank Wedekind, diretto da Jean-Pierre Garnier (1992)
- État des lieux, diretto M.P. Bellemare (1993)
- Essai sur les romantiques, diretto da D. Dalmay (1993)
- Pour une paire de mare nostrum, diretto da Lisa Wurmser et F. Elkemenck (1994)
- Jeffery, diretto da Raymond Acquaviva (1994)
- Les grandes illusions, diretto da Valérie Nègre (1995)
- Cyrano de Bergerac d'Edmond Rostand, diretto da Valérie Nègre (1995)
- Une envie de tuer sur le bout de la langue di Xavier Durringer, diretto da Thierry de Peretti (1996)
- La Parisienne di Henry Becque, diretto da Jean-Louis Benoît (1996)
- L'Avare di Molière, diretto da Jérôme Savary (1999-2000)
- Un trait de l'esprit di Margareth Edson, diretto da Jeanne Moreau (2000-2001)

## Premi
- Festival de Luchon 2019: Miglior attore per Illégitime

## Doppiatori Italiani
Nelle versioni in italiano dei suoi film e serie TV, Thierry Neuvic è stato doppiato da:
- Francesco Prando in Clara Sheller, Antigang - Nell'ombra del crimine, Belle & Sebastien - L'avventura continua, La nostra grande famiglia , Belle & Sebastien - Amici per sempre
- Tony Sansone in Non ti voltare
- Marco Rasori in Sherlock Holmes - Gioco di ombre
- Gaetano Varcasia in Il paradiso degli orchi
- Stefano Thermes in Solo uno sguardo
- Roberto Gammino in Un'altra verità